# Into the Storm
Into the Storm (bra: No Olho do Tornado; prt: Dentro da Tempestade) é um filme catástrofe americano de 2014 de found footage dirigido por Steven Quale, escrito por John Swetnam, e estrelado por Richard Armitage. O filme foi lançado em 8 de agosto de 2014.

## Elenco
- Richard Armitage como Gary Fuller
- Sarah Wayne Callies como Allison Stone
- Matt Walsh como Pete Moore
- Alycia Debnam-Carey como Kaitlyn Johnson
- Arlen Escarpeta como Darryl Karley
- Jeremy Sumpter como Jacob Hodg
- Nathan Kress como Trey Fuller
- Max Deacon como Donnie Fuller
- Kyle Davis como Donk
- Scott Lawrence como Diretor
- Jon Reep como Reevis

## Recepção
Into the Storm teve recepção mista por parte da crítica especializada. Renato Hermsdorff do AdoroCinema deu 3 estrelas de 5 para o filme, dizendo: "Apesar das ressalvas, se você entrar na sala de cinema disposto a embarcar nesta história, pode ser que alcance uma leve bonança. Depois da tempestade, é claro."
Em base de 30 avaliações profissionais, alcançou uma pontuação de 44 em 100 no Metacritic. Em avaliações mistas, do Wall Street Journal, Joe Morgenstern disse: "Para dar ao filme o seu devido conteúdo, as pessoas que fizeram isso - o escritor, John Swetnam, e o diretor, Steven Quale - ficaram sabendo de uma tendência genuína e correram com ela. Todo mundo na tela é ocupado filmando todos os outros. É uma versão de câmera mais frágil de "The Blair Witch Project" na era do YouTube."
Do HitFix, Tirou McWeeny: "O filme quase não atende aos personagens principais e os seus arcos, então não há realmente nenhum espaço para o tipo de gravura delicada necessária para fazer personagens coadjuvantes viver e respirar. O filme está no seu melhor quando ele abraça a natureza pateta de filmes de desastre em geral, e quando dá ao público a carne vermelha que anseia desesperadamente."
Slant Magazine, Christopher Grey: "Há muitos exemplos da lógica questionáveis em Into the Storm, mas o mais persistente é que o pressuposto e inexplicável tornado do filme caça é uma indústria em crescimento."
McClatchy-Tribune News Service, Roger Moore: "Tão impressionante quanto os efeitos podem ser, tão eficaz como a mistura de cenas de notícias da TV a partir do helicóptero, filme de câmera de segurança, vídeo de celular e imagens de imitaroes de caçadores de tempestades é o que vão ver aqui, é dado pouca atenção para as histórias humanas neste "passar o nosso orçamento para os efeitos" filme de ação."
New York Daily News, Elizabeth Weitzman: "Uma vez que Quale e escritor John Swetnam conseguem a sua configuração genérica para fora do caminho, eles podem soltar-se e tratar os tornados como os vilões que são. As tempestades efetivamente simuladas, com os seus enormes destroços, começam a se sentir como monstros perseguindo os heróis."
The Hollywood Reporter, Stephen Farber: "O roteiro de John Swetnam é rudimentar, apenas com os golpes mais pequenos e pálidos na caracterização ... No entanto, uma vez que as nuvens de funil começam a rodar, Quale e sua equipe de efeitos especiais conseguem alguns momentos extraordinariamente autênticos e assustadores."
Do Austin Chronicle, Louis Black em avaliação positiva: "Into the Storm captura a magnificência dos tornados, a sua terrível beleza quando estabelecida, a devastação que eles causam, e a enormidade das suas consequências. O filme apresenta uma rica variedade de personagens bem desenvolvidos - incluindo a própria tempestade - o que torna cada vez mais envolvente quando ela se desenrola."